# Chase Emmer
Chase Emmer (11 de julio de 2004) es un deportista estadounidense que compite en esgrima, especialista en la modalidad de florete. Ganó una medalla de plata en el Campeonato Mundial de Esgrima de 2022, en la prueba por equipos.

## Palmarés internacional
| Campeonato Mundial | Campeonato Mundial | Campeonato Mundial | Campeonato Mundial  |
| Año                | Lugar              | Medalla            | Prueba              |
| ------------------ | ------------------ | ------------------ | ------------------- |
| 2022               | El Cairo (Egipto)  | Medalla de plata   | Florete por equipos |